# جرمیس بنجامین ریشتر
جرمیس بنجامین ریشتر (آلمانی: Jeremias Benjamin Richter؛ زاده ۱۰ مارس ۱۷۶۲ درگذشته ۱۴ آوریل ۱۸۰۷) یک شیمی‌دان اهل آلمان بود.